# Galathealinum
Galathealinum är ett släkte av ringmaskar. Galathealinum ingår i familjen skäggmaskar.
Släktets medlemmar upptäcktes i Kanada vid kusten. De liknar i utseende fossila maskar från familjen Hyolithellidae.
Arter enligt Catalogue of Life:
- Galathealinum arcticum
- Galathealinum brachiosum
- Galathealinum bruuni